# Maria Isabella, Prințesă de Toscana
Arhiducesa Maria Isabella de Austria, Prințesă de Toscana (21 mai 1834 – 14 iulie 1901) a fost prințesă de Bourbon-Două Sicilii și mai târziu Arhiducesă de Austria.

## Biografie

### Căsătorie și copii
Maria Isabella s-a căsătorit cu unchiul ei Prințul Francisc, Conte de Trapani, fiul cel mic al lui Francisc I al celor Două Sicilii și a soției acestuia, Maria Isabella a Spaniei, la 10 aprilie 1850. Maria Isabella și Francisc au avut șase copii:
- Prințesa Maria Antonietta de Bourbon-Două Sicilii (16 martie 1851 – 12 septembrie 1938); s-a căsătorit cu Prințul Alfonso, Conte de Caserta la 8 iunie 1868 la Roma, au avut 12 copii.
- Prințul Leopoldo de Bourbon-Două Sicilii (24 septembrie 1853 – 4 septembrie 1870)
- Prințesa Maria Teresa Pia de Bourbon-Două Sicilii (7 ianuarie 1855 – 1 septembrie 1856)
- Prințesa Maria Carolina de Bourbon-Două Sicilii (21 februarie 1856 – 7 aprilie 1941); s-a căsătorit cu Andrzej Zamoyski, conte Zamoyski la 19 noiembrie 1885 la Paris, au avut 7 copii.
- Prințul Ferdinando de Bourbon-Două Sicilii (25 mai 1857 – 22 iunie 1859)
- Prințesa Maria Annunziata de Bourbon-Două Sicilii (21 septembrie 1858 – 20 martie 1873)

Maria Isabella a murit la Lucerna, Elveția.